# Birol Yalçın
Birol Yalçın (* 20. Juli 1958 in Konya) ist ein ehemaliger türkischer Fußballspieler und -trainer.

## Karriere

### Sportliche Karriere
Birol Yalçın spielte von 1982 bis 1984 bei Galatasaray Istanbul. In diesen zwei Jahren kam er bei den Gelb-Roten zu 18 Ligaspielen und erzielte ein Tor. Von 1990 bis 1993 spielte der Stürmer in der 3. Liga für Karamanspor. Seine letzte Saison bestritt Yalçın in der Spielzeit 1993/94 bei Etibank Seydişehir Alüminyumspor.

### Trainerkarriere
Eineinhalb Jahre nach dem Ende seiner aktiven Karriere wurde Birol Yalçın Jugendtrainer bei Konyaspor. Im Januar 2000 wurde er Cheftrainer von Zeytinburnuspor und blieb bis Mai 2000. Im Anschluss war er Co-Trainer bei Tokatspor. Seine letzte Trainertätigkeit war von September 2001 bis Mai 2002 erneut bei Konyaspor als Jugendtrainer.